# Feministická ekonomie
Feministická ekonomie je jeden ze směrů ekonomického myšlení, který se zaměřuje na genderové uvědomění. Její představitelky a představitelé vychází z nejrůznějších škol a feministických hnutí. Mezi výzkumníky feministické ekonomie patří akademici, aktivisté, teoretici politiky i odborníci z praxe. Hlavními tématy jsou diskriminace žen nejen v povolání, neplacené práce, postavení žen na trhu práce, mzdové rozdíly mezi ženami a muži, nedělená péče o děti, politika volného času či ekonomie domácnosti.

## Historie
První zmínky o feministické ekonomii se objevují již v 60. letech 20. století, kdy ekonomové a političtí vědci začali tvrdit, že tradiční práce žen (např. výchova dětí, péče o domácnost a starší nemocné lidi) a povolání jsou podceňovány s ohledem na práci mužů. Ze začátku je feministické ekonomické myšlení zaměřováno hlavně na kritiku stávajících teorií, jejich metodologie a politických důsledků. Kritika se pak postupně přesunuje i do makroekonomie, mezinárodní ekonomie a koncepcí rozvoje.
V začátcích rozvoje feministické ekonomie bývá zmiňována americká spisovatelka Charlotte Perkins Gilmannová, která ve své studii z roku 1898 píše o ekonomické nezávislosti žen. Gilmannová se snažila o proměnu kulturní identity žen, o změny ve výchově, rodině a manželství, přičemž inspiraci hledala u Charlese Darwina, Thorstein Bunde Veblena a Karla Marxe. V hnutí za zrovnoprávnění žen sehrála velkou roli také anglická filosofka Harriet Taylorová Millová. Další ženy, které přispěly ke vzniku feministické ekonomie byly Harriet Martineauová, Millicent Fawcettová, Beatrice Webbová a Edith Abottová. Jedna ze zakladatelek feministické ekonomie – Gillian Hewitson ve svém díle z roku 1999 (Feministická ekonomie: vyslýchání mužnosti racionálního ekonomického muže) nastoluje řadu teoretických a metodologických otázek, charakterizuje feministickou empirickou ekonomii, feministický metodologický kriticismus nebo feministickou a nefeministickou analýzu žen.
Betsy Warriorová, americká feministka a aktivistka za lidská práva, napsala v roce 1969 ekonomickou analýzu s názvem Domácí práce: Otroctví nebo práce lásky a zdroj volného času, kde zmiňuje, že produkce a reprodukce domácí práce žen tvoří základ ekonomické transakce a přežití, přestože je neplacená a není zahrnuta do HDP. Warriorová říka: „Ekonomika, jak je dnes představená, postrádá ve skutečnosti jakýkoli základ, protože opomíná samotný základ ekonomického života. Tento základ je postaven na ženské práci – první je její reprodukční práce, která produkuje každého nového dělníka. Práce žen vyžaduje ekologicky nezbytné čištění a vaření, aby byly suroviny spotřební. Toto představuje pokračující průmysl žen, který umožňuje pracovníkům zastávat pracovní pozici. Bez této základní práce by neexistovala žádná ekonomická činnost.“ Dále také poznamenává, že nepřiznaný příjem z nezákonných činností, jako jsou drogy, zbraně, obchod s bílým masem a různé jiné nezveřejňované činnosti, poskytuje mužům bohatý tok příjmů, což znehodnocuje údaje o HDP. V undergroundových ekonomikách jako je obchodování s lidmi, prostituce a domácí otroctví, kde početně převládají ženy, se jen malý zlomek příjmů kuplíře dostává k ženám a dětem, které pro něj pracují. Částka, která je na ně utracená, je obvykle pouze na jejich základní životní potřeby. Betsy Warriorová věří, že pouze komplexní, ekonomická analýza založená na faktech poskytne spolehlivé základy pro budoucí plánování environmentálních a populačních potřeb.
V roce 1970 dánská ekonomka Ester Boserupová zveřejnila důležité dílo – Ženská role v ekonomickém rozvoji, kde poskytla první systematické zkoumání genderových dopadů transformace zemědělství, industrializace a dalších strukturálních změn. Tato kniha vysvětlila negativní výsledky, které tyto změny měly pro ženy. Její práce položila základ širokému tvrzení, že „ženy a muži čelí různými způsoby bouři makroekonomických šoků, neoliberálních politik a sil globalizace“.

## Nová feministická ekonomie
Novozélandská feministka Marilyn Waringová zveřejnila v roce 1988 knihu If Women Counted: A New Feminist Economics, které je průkopnickou kritikou systémů národních účtů, mezinárodních standard měření ekonomického růstu a způsob, jakým je ženská neplacená práce vyloučena z toho, co se v ekonomice považuje za produktivní.
S podporou Výboru pro postavení žen v ekonomickém povolání (CSWEP), založeného roku 1972, se v 70. a 80. letech objevila kritika tradiční ekonomiky. Další vznik organizací jako Rozvojové alternativy s ženami pro novou éru (DAWN) a Mezinárodní asociace pro feministickou ekonomii (IAFFE) v roce 1992 spolu s časopisem Feministická ekonomie podpořily rychlý růst feministické ekonomie.
Původním důrazem feministických ekonomek bylo kritizovat zavedenou teorii, metodologii a politické přístupy. Kritika začala v makroekonomii trhu domácností a trhu práce a rozšířila se do všech oblastí tradiční ekonomické analýzy. Feminističtí ekonomové prosazovali a vytvářeli genderově vědomou teorii a analýzu, rozšířili zaměření na ekonomii a hledali rozmanitost metodologie a výzkumných metod.
Zatímco současná feministická ekonomie se snaží především poukázat na již existující sociální konstrukce ekonomie. Na to, do jaké míry jsou či nejsou objektivní a jak jsou její modely a metody zaujaté především na témata spojená s mužstvím a upřednostňováním mužských zájmů. Zástupci feministické ekonomie se snaží prosadit důkladnější zkoumání ekonomie včetně tzv. „ženských témat“, např. rodinné ekonomie. Tato témata obvykle komentuje s kritikou vůči tzv. „mužské“ ekonomické vědě, či hospodářsko-politické praxi.
V dnešní době feministická ekonomie zasahuje již do řady oblastí, včetně metodologie, filozofie ekonomické vědy či výzkumu.

## Organizace
Feministická ekonomie je ve světě stále více uznávána a dostává se jí větší pozornosti, proto vznikají také organizace, jejichž hlavním tématem je zkoumání principů a prosazování tezí tohoto proudu ekonomického smýšlení.

### Mezinárodní asociace pro feministickou ekonomii
Anglicky International Association for Feminist Economics (IAFFE) je nezisková organizace zabývající se rozšiřováním povědomí o principech feministické ekonomie. Byla založena roku 1992 jako výsledek skupinových diskuzí na Americké ekonomické asociační konferenci, která se konala ve Washingtonu DC v roce 1990, tam se sešly přední světové ekonomky, aby diskutovaly o problémech současné ekonomie. Tato asociace má přibližně 600 členů v 64 zemích, jsou jimi nejen ekonomové, ale také studenti, aktivisté či politici. V současné době jde tedy o otevřenou komunitu sdružující zastánce genderově uvědomělého pohledu na ekonomické dění.

### Časopis Feministická ekonomie
Anglicky Feminist Economics je akademický časopis vydávaný britskou vydavatelskou firmou Routledge a Mezinárodní asociací pro feministickou ekonomii. Je zaměřen na otevřenou debatu o feministicky ekonomických perspektivách, zabývá se ale také mužským pohledem na věc.

### Časopis Ms.
Anglicky Ms. journal je feministicky smýšlející magazín. Nejprve vycházel jako příloha v časopise New York, kde se ukázal jako velmi kontroverzní vhled do opravdového života ženy, který se netočí jen kolem manžela a výchovy dětí. První samostatné vydání tohoto časopisu bylo publikováno na jaře 1972. Nyní je většina článků tohoto časopisu zveřejňována prostřednictvím online magazínu msmagazine.com.

## Hlavní představitelky
Feministická ekonomie se nejrychleji rozvíjí v USA, proto také většina předních feministických ekonomek i organizací pochází právě ze Spojených států. Organizace však mají i mezinárodní charakter a jsou inspirací pro ženy po celém světě.

### Bina Agarwalová
Bina Agarwalová (*1951) je jednou z prvních neamerických feministických ekonomek, je původem z Indie a v současné době pracuje jako profesorka ekonomie a studia životního prostředí na Institutu globálního rozvoje na manchesterské univerzitě. Ve svých knihách se zabývá především dopadem ženské přítomnosti na ochranu životního prostředí.

### Barbara Bergmannová
Barbara Bergmannová (1927–2015) byla významnou americkou feministickou ekonomkou, jejíž knihy se staly jedním ze základních kamenů feministické ekonomie. Byla také spoluzakladatelkou a presidentkou Mezinárodní asociace pro feministickou ekonomii. Za nejznatelnější důkaz o druhořadém ekonomickém postavení žen považovala Bergmannová diskriminaci uvnitř povolání. Její práce se zaobíraly především tématy, jakými jsou trh práce, péče o děti, genderová vyváženost, sociální zabezpečení a chudoba.

### Heidi Hartmannová
Heidy Hartmannová (*1945) je americkou ekonomkou a zakladatelkou organizace Institute for Women's Policy Research, což je organizace založená v roce 1987, podporující feministickou politiku. Zabývá se také genderovými otázkami a svoje výzkumy publikuje především ve vědeckém časopise Journal of Women.